# Матей I Скопски
Матей е православен духовник, скопски митрополит на Охридската архиепископия в края на XIV и началото на XV век.

## Биография
Първото споменаване на Матей е в 1393 година. Митрополит Матей управлява епархията в продължение на почти четири десетилетия в първите години на османската власт. При тежките условия Матей успява да поддържа нормален църковен живот в Скопие. Направена по негова поръка една година след заемането на катедрата мраморна кръщелня се пази в Марковия манастир. Поддържа кореспонденция със султан Муса Челеби (1411 – 1413). Умира на 11 януари 1428 година.